# Kerpen (Oberglogau)
Kerpen (polnisch Kierpień) ist ein Ort in der Gemeinde Oberglogau (Głogówek) im Powiat Prudnicki  der Woiwodschaft Opole in Polen.

## Geographie

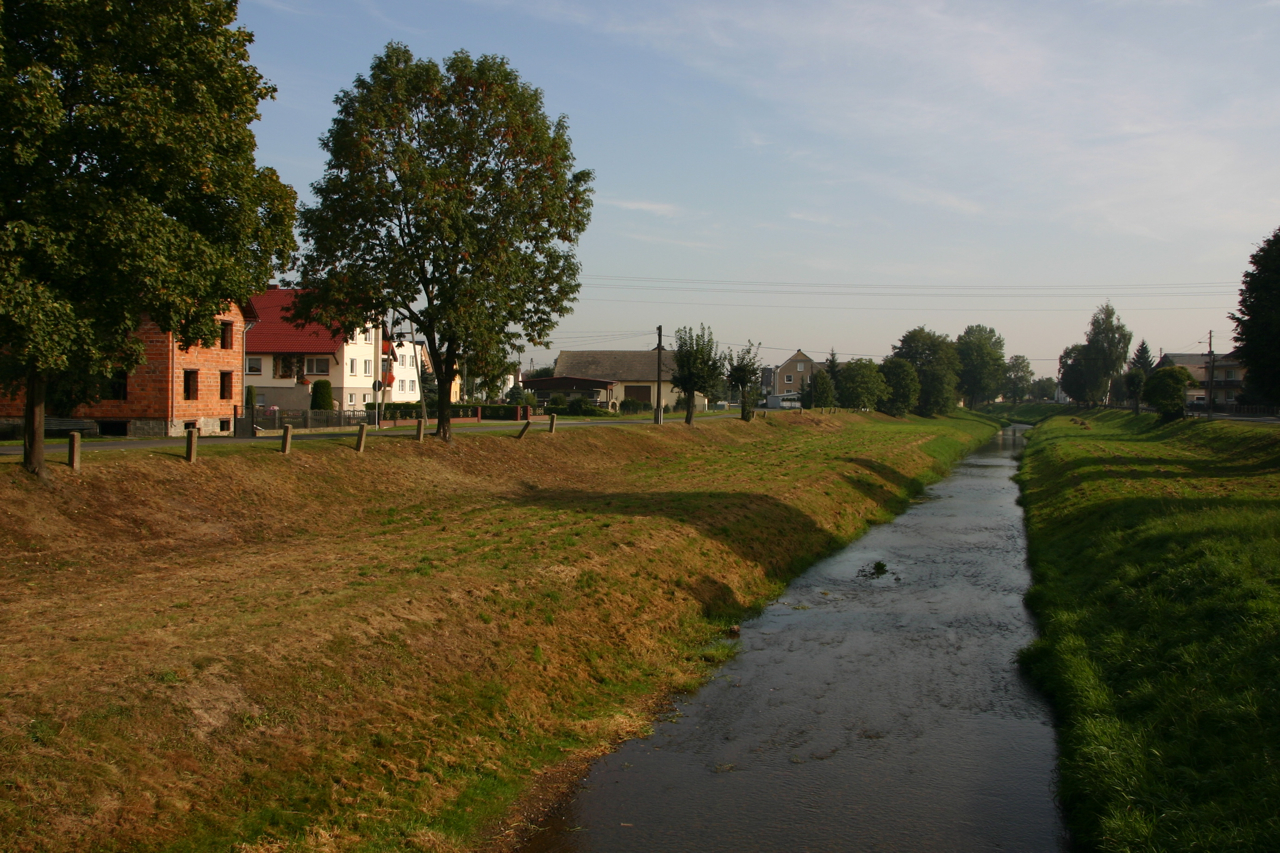
Die Hotzenplotz in Kerpen

Kerpen / Kierpień liegt sechs Kilometer nördlich von Oberglogau, 22 Kilometer östlich von Prudnik (Neustadt O.S.) und 31 Kilometer südlich von Opole (Oppeln) in der Schlesischen Tiefebene. Durch den Ort fließt ein Nebenarm der Osobłoga (Hotzenplotz).
Nachbarorte sind im Westen Zowade (Zawada) und Neuvorwerk (But), im Norden Schreibersdorf (Pisarzowice), im Nordosten Nowy Dwór Prudnicki (Neuhof), im Südosten Repsch (Rzepcze) und im Südwesten Leschnig (Leśnik) und Blaschewitz (Błażejowice Dolne).

## Geschichte

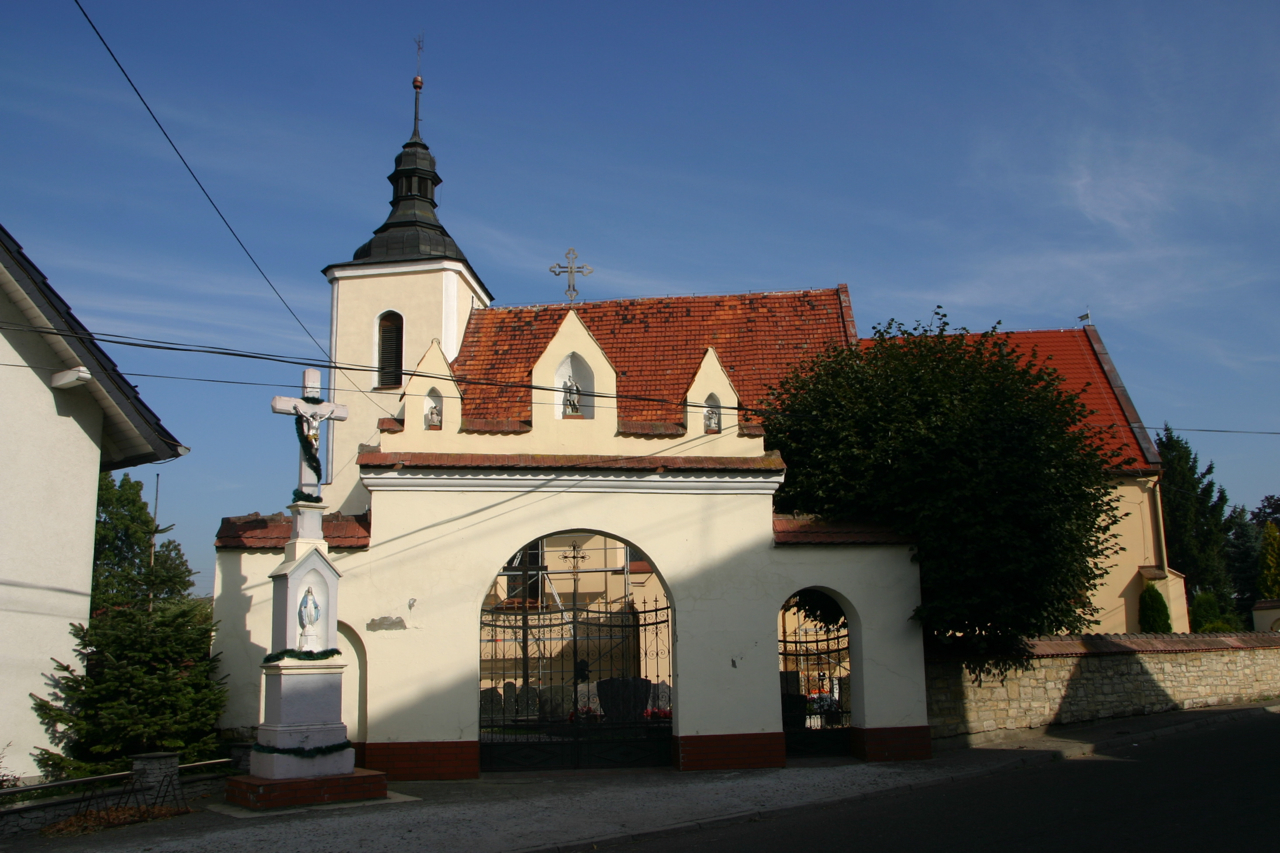
Kirche

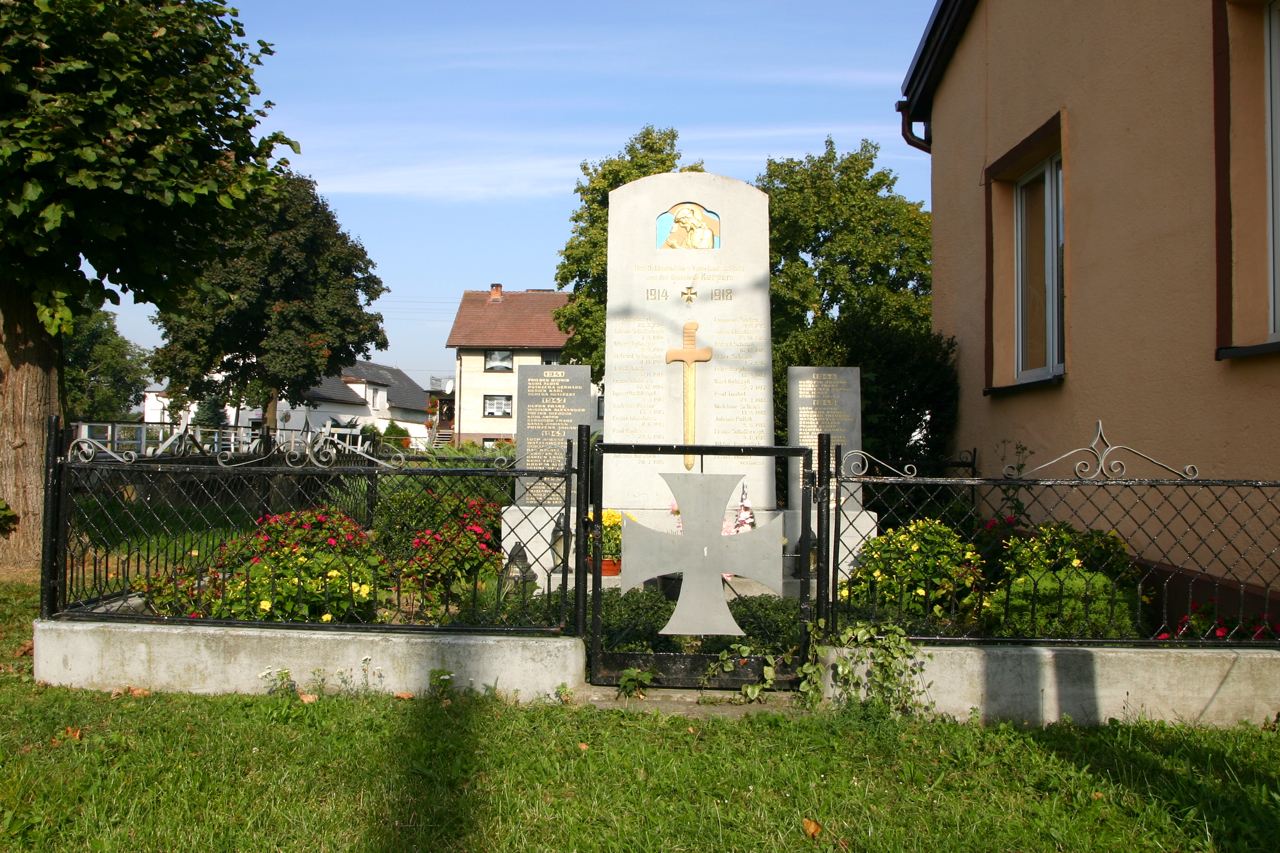
Gefallenendenkmal

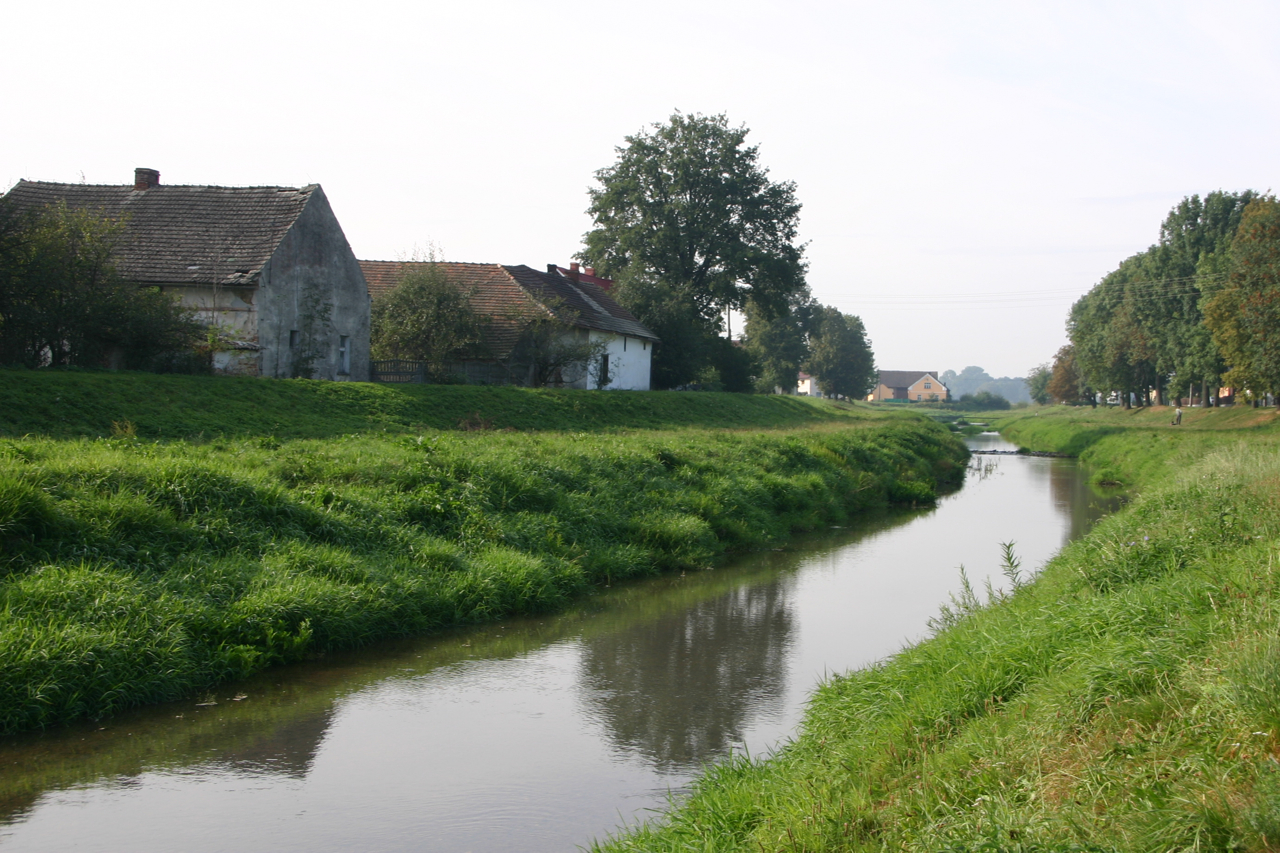
Ortsbild

„Kerpino“ wurde erstmals 1274 in einer Urkunde des Klosters Leubus und 1281 als Carpno erwähnt. Der Ortsname soll sich vom lateinischen „Carpio“ (Karpfenteich) ableiten. 1335 wurde erstmals die Dorfkirche „ecclesia de Kepowa“ erwähnt und 1388 erfolgte eine Erwähnung als Kerpyn. Es gehörte von Anfang an zum Herzogtum Oppeln, das seit 1327 ein Lehen der Krone Böhmen war und 1532 an diese heimgefallen war.
Nach dem Ersten Schlesischen Krieg fiel Kerpen 1742 mit dem größten Teil Schlesiens an Preußen.
Nach der Neuorgliederung der Provinz Schlesien gehörte die Landgemeinde Kerpen ab 1816 zum Landkreis Neustadt O.S., mit dem sie bis 1945 verbunden blieb. 1831 wurde das Vorwerk Adelenhof erbaut. 1845 bestanden im Ort ein Freigut, ein Vorwerk, eine katholische Kirche, eine Wassermühle, zwei Sägewerke, ein Kretscham, ein Schmied und 75 Häuser. Im gleichen lebten in Kerpen 551 Einwohner, allesamt katholisch. 1865 hatte der Ort 17 Bauern-, 25 Gärtner- und 14 Häuslerstellen. Zu diesem Zeitpunkt hatte Kerpen eine katholische Schule mit 107 Schülern. 1874 wurde der [[Amtsbezirk <(Preußen)|Amtsbezirk]] Schloß Ober Glogau II gegründet, dem die Landgemeinden Blaschewitz, Freiherrlich Dirschelwitz, Gräflich Dirschelwitz, Kerpen, Freiherrlich Mochau, Gräflich Mochau, Pauliner Mochau, Pauliner Wiese, Pleitersdorf, Rzeptsch und Schreibersdorf sowie die Gutsbezirke Adelenhof, Blaschewitz, Freiherrlich Dirschelwitz, Freiherrlich Mochau, Gräflich Dirschelwitz, Kerpen, Pauliner Wiese, Rzeptsch und Schreibersdorf eingegliedert wurden.
Bei der Volksabstimmung in Oberschlesien am 20. März 1921 stimmten 266 Wahlberechtigte für einen Verbleib bei Deutschland und 165 für Polen. Kerpen verblieb beim Deutschen Reich. 1933 lebten im Ort 648 Einwohner, 1939 waren es 604 Einwohner.
Als Folge des Zweiten Weltkriegs fiel Kerpen 1945 an Polen, wurde in Kierpień umbenannt und der Woiwodschaft Schlesien angeschlossen. Von 1950 bis 1999 gehörte es zur Woiwodschaft Opole; seit 1999 gehört er zum  Powiat Prudnicki. Am 22. April 2009 wurde in der Gemeinde Oberglogau, der Kerpen angehört, Deutsch als zweite Amtssprache eingeführt. Am 1. Dezember 2009 erhielt der Ort zusätzlich den amtlichen deutschen Ortsnamen Kerpen.

## Sehenswürdigkeiten
- Die römisch-katholische Mariä-Geburt-Kirche (Kościół Narodzenia NMP) wurde 1335 erstmals erwähnt. Der heutige Kirchenbau stammt aus dem 16. Jahrhundert. 1660 wurde die Kirche erweitert. 1792 wurde der Glockenturm errichtet.[9] Seit 1959 steht die Kirche unter Denkmalschutz.[10]
- Wegkreuze
- Denkmal für die Gefallenen beider Weltkriege
- Grab für die unbekannten deutschen Soldaten

## Vereine
- Deutscher Freundschaftskreis
- Dorferneuerungsprogramms „Odnowa Wsi Opolskiej“

## Söhne und Töchter des Ortes
- Julius Zupitza (1844–1895), deutscher Anglist und Begründer der Englischen Philologie in Deutschland